# Берліян Андрій Опанасович
Андрі́й Опана́сович Берлія́н (1925–1981) — новатор сільського господарства Української РСР, Герой Соціалістичної Праці (1973).

## Біографія
Народився у 1925 році в селі Велика Врадіївка Велико-Врадіївського району Першомайської округи УСРР (нині — селище міського типу Врадіївка Миколаївської області) в селянській родині. Українець.
З початком німецько-радянської війни опинився на тимчасово окупованій румунськими військами території Трансністрії.
До лав РСЧА призваний Велико-Врадіївським РВК Одеської області у березні 1944 року. Воював на 2-у і 3-у Українських фронтах, був двічі поранений. Демобілізований у 1947 році.
Працював обліковцем, завідувачем току, бригадиром рільничої бригади, бригадиром комплексної бригади № 3 колгоспу «Україна» (смт Врадіївка). Заочно закінчив Мигіївський радгосп-технікум.
Помер у 1981 році.

## Нагороди
Указом Президії Верховної Ради СРСР від 8 грудня 1973 року за високі виробничі показники та вагомі здобутки, отримані бригадою № 3 колгоспу «Україна» Врадіївського району у Всесоюзному соціалістичному змаганні сільськогосподарських колективів, Берліяну Андрію Опанасовичу присвоєне звання Героя Соціалістичної Праці з врученням ордена Леніна і золотої медалі «Серп і Молот».
Нагороджений двома орденами Леніна (1971, 1973), орденом «Знак Пошани» (1965), медаллю «За відвагу» (02.03.1945) та іншими медалями.

## Пам'ять
Ім'ям Андрія Берліяна названа одна з вулиць Врадіївки.